# Dichaetomyia russelli
Dichaetomyia russelli är en tvåvingeart som beskrevs av Adrian C. Pont 1970. Dichaetomyia russelli ingår i släktet Dichaetomyia och familjen husflugor. Inga underarter finns listade i Catalogue of Life.